# Nakai (Kanagawa)
Nakai (中井町, Nakai-machi) és una vila i municipi pertanyent al districte d'Ashigara-Kami de la prefectura de Kanagawa, a la regió de Kantō, Japó. És una vila predominantment agrícola, amb cultius de fruites i verdures, com ara les mandarines.

## Geografia
El municipi de Nakai es troba localitzat a la part occidental de la prefectura de Kanagawa, en territori muntanyós però alhora pròxim a la mar i la badia de Sagami. El terme municipal de Nakai limita amb els de Hadano al nord, amb Hiratsuka a l'est, amb Ninomiya i Odawara al sud i amb Ōi a l'oest.

## Història
Durant el període Edo, la zona on actualment es troba el municipi de Nakai va formar part del feu d'Odawara, a la província de Sagami. Després de la restauració Meiji, la zona va passar a formar part del districte d'Ashigara-Kami, a la prefectura de Kanagawa. El poble de Nakai fou creat l'1 d'abril de 1889. Nakai va absorbir el proper poble d'Inoguchi l'1 d'abril de 1908. El poble de Nakai va assolir la categoria actual de vila l'1 de desembre de 1958.

## Demografia
| 1920   | 1930   | 1940   | 1950  | 1960  | 1970  | 1980  |
| ------ | ------ | ------ | ----- | ----- | ----- | ----- |
| 5.321  | 5.258  | 5.360  | 6.361 | 5.808 | 6.028 | 8.626 |
| 1990   | 2000   | 2010   | 2020  | 2030  | 2040  | 2050  |
| 10.054 | 10.222 | 10.010 | 9.272 | -     | -     | -     |

## Transport

### Ferrocarril
Actualment, el terme municipal de Nakai no té cap estació de ferrocarril. En l'antiguitat, de 1906 a 1936, van existir les estacions de Kami-Inoguchi i Shimo-Inoguchi, pertanyents al ja desaparegut Ferrocarril del Sud de Sagami (湘南軌道, Shōnan kidō).

### Carretera
- Autopista de Tòquio-Nagoya (Tōmei)
- Xarxa de carreteres prefecturals de Kanagawa